# Доминион
Доминион (на английски: dominion, от лат. dominium „владение“) – полунезависима държава, бивша колония на Британската империя, член на Общността на нациите. Държавен глава е британският монарх, представляван от генерал-губернатор. Сред първите доминиони са Канада (1867 г.), Австралия (1901 г.), Нова Зеландия (1907 г.), ЮАР (1910 г.), Нюфаундленд (1917 г.), Ирландия (1921 г.).